# Marechal Thaumaturgo
Marechal Thaumaturgo este un oraș în statul Acre (AC) din Brazilia. La recensământul din 2007, localitatea Marechal Thaumaturgo a avut o populație de 13,061 de locuitori. 
Localitatea Marechal Thaumaturgo are suprafața de 7,744 km².